# Länsväg 206
De Zweedse weg 206 (Zweeds: Länsväg 206) is een provinciale weg in de provincie Östergötlands län in Zweden en is circa 27 kilometer lang.

## Plaatsen langs de weg
- Mantorp
- Skänninge
- Vadstena

## Knooppunten
- E4 bij Mantorp (begin)
- Riksväg 32/Riksväg 50 bij Skänninge